# Truly
Truly est un groupe de grunge américain, originaire de Seattle, dans l'État de Washington. Il est dirigé par le multi-instrumentiste Robert Roth, autour duquel se sont réunis les bassiste et batteur Hiro Yamamoto et Mark Pickerel (respectivement ex-Soundgarden et Screaming Trees).
Bien que n'ayant bénéficié d'un succès tout relatif auprès du grand public, le groupe se fend d'une réputation solide auprès de ses pairs et demeure une formation emblématique de la scène grunge des années 1990.

## Biographie

### Origines
En 1990, alors fraîchement séparé de son premier groupe, The Storybook Krooks, qu'il avait formé avec son frère et un ami, Robert Roth entre en contact avec Kurt Cobain, comme il l'explique en 2013 au journaliste Greg Prato (auteur du livre Grunge is Dead: The Oral History of Seattle Rock Music (2009)) : « Une cassette des Storybook Krooks avait atterri dans les mains de Mark Lanegan [chanteur des Screaming Trees] [...], qui la donna à Kurt. Je l'ai rencontré quelques semaines plus tard lors d'un concert de Tad si je me souviens bien, et nous avons fini la soirée autour d'une bière à causer musique. » Le leader de Nirvana cherche en effet à pallier le départ du guitariste Jason Everman, et propose une audition à Roth : « C'était incroyable, je n'avais jamais joué aussi fort auparavant. [...] Ça a changé ma vie. Je suis dès lors passé à de bien plus gros amplis. [...] Nous avons joué des titres de Bleach, et quelques-uns de mes morceaux qui plurent beaucoup à Kurt ».
Nirvana reparti en tournée peu après, et restera finalement dans sa configuration initiale. Fermement décidé, Roth recrute le batteur Mark Pickerel qui vient de quitter les Screaming Trees, et Chris Quinn, initialement à la basse. La formation s'attelle à de premières compositions, mais Chris exprime très vite son désir d'officier à la guitare, amenant Roth à contacter Hiro Yamamoto, qui accepte de se relancer dans la musique, deux ans après son départ de Soundgarden.

### Débuts
Le mois d'octobre 1991 marque la parution du premier EP du groupe, Heart and Lungs, un an après le début d'une tournée au côté de Jesus Lizard, ainsi que le départ de Quinn. Bon an mal an, l'aventure se poursuit en trio avec la publication en 1993 d'un maxi -aujourd'hui introuvable-, Leslie's Coughing Up Blood/Virtually, ébauche de deux titres retrouvés deux ans plus tard sur le premier album du groupe : Fast Stories... from Kid Coma.
Première publication sous la houlette de Capitol Records, qu'ils viennent de rejoindre, l'album sera acclamé par la critique. Pourtant, il peine à gagner en popularité auprès du grand public, et malgré l'effort de promotion orchestré par la mise en vente du titre Blue Flame Ford en tant que single 10",, le groupe retourne manu militari en studio pour s'atteler à un nouvel opus.

### Deuxième album et pause
Feeling You Up parait deux ans plus tard, en novembre 1997, via le label indépendant Thick Records, préféré à Capitol compte tenu de la pression qui y régnait alors que Radiohead et les Foo Fighters avaient marqués d'une pierre blanche cette année-là en sortant chacun un de leurs plus gros succès respectif ; Ok Computer et The Colour and the Shape. Robert exprimera également la frustration qu'il éprouva à l'encontre des dirigeants du label qui tentaient de dicter une ligne de conduite à son groupe : « Nous étions encouragé à devenir un "groupe à albums", [...] l'équipe à la tête du département radio nous disait : "[...] On veut que vous exagériez ; soyez comme Led Zeppelin ou Pink Floyd, focalisez-vous sur vos albums, ne vous préoccupez pas des singles avant le 3e ou 4e disque." [...] On a donc décidé de faire les choses de notre côté et plus qu'une simple collection de chansons, de produire quelque chose de cohérent. »
Le groupe embarque par la suite dans une brève tournée promotionnelle, vite interrompue par le départ de Pickerel pour cause de problèmes personnels, qui conduisit logiquement à leur séparation.

### Renouveau
Twilight Curtains, qui regroupe d'anciennes chansons et démos, sort en 2000, alors que le groupe n'existe plus. Cynique, Robert détaillera une fois de plus les mésententes avec Capitol qui souhaitait amorcer un virage plus pop : « Nous avons enregistré cette reprise des Beach Boys (Girl Don't Tell Me You'll Write) dans le seul but d'obtenir un feu vert pour faire notre album. Nous n'essayions pas tant de leur faire particulièrement plaisir, c'était surtout pour récolter l'argent nécessaire. »
Il publiera en 2004 son premier album solo, Someone Somewhere..., au ton plus acoustique que son travail au sein de Truly. Touche-à-tout, Robert enregistrera et produira l'album seul, lequel sera bien accueilli par la critique. En 2008, le groupe reprend les choses en main en jouant quelques dates de concert, et font planer l'hypothèse d'un nouvel album alors que parait, en octobre 2013, un nouveau titre prénommé Wheels on Fire,.
En 2014, Fast Stories... from Kid Coma atteint la troisième place des « albums de rock alternatif les moins bien notés des années '90 » sur la liste établie par  Alternative Nation.

## Style musical
L'Encyclopedia of Popular Music classe Truly dans la catégorie groupe de grunge avec quelques touches de musique expérimentale. Le site web inmusicwetrust.com classe Feeling You Up dans la catégorie de pop mélodique psychédélique des années 1970 avec une touche de Britpop des années 1990. Rockdetector.com le classe dans la catégorie doom metal.

## Discographie

### Albums studio
- 1991 : Heart and Lungs
- 1995 : Fast Stories... from Kid Coma
- 1997 : Feeling You Up
- 2000 : Twilight Curtains

### Compilation
- 1997 : Subject to Change: Artists for a Hate-Free America